# Таганцев, Николай Николаевич
Никола́й Никола́евич Тага́нцев (родился 29 сентября 1873 года, Санкт-Петербург, Российская империя — умер 25 мая 1946 года, Париж, Франция) — старший председатель Петроградской судебной палаты (1917), сенатор при Временном правительстве. Министр юстиции в правительстве Юга России (1920).

## Происхождение
Внук купца Николай Таганцев родился в 1873 году в Санкт-Петербурге, в семье сенатора Н. С. Таганцева (1843—1923) и Зинаиды Александровны (урожд. Кадьян, 1850—1882). Сестра отца — Любовь Степановна Таганцева — была основательницей и директрисой частной гимназии её имени. 

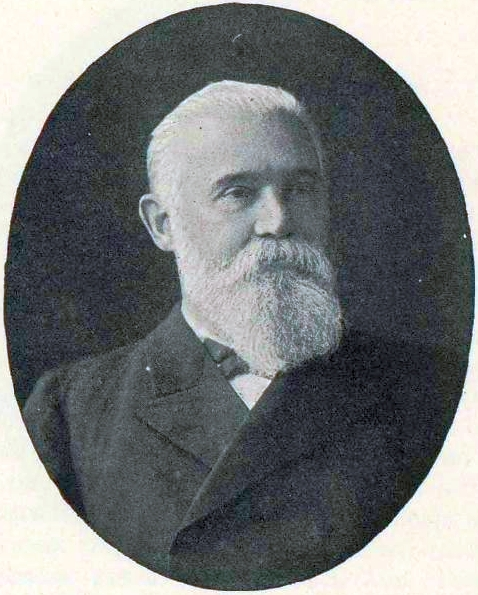
Н. С. Таганцев, 1906

Имел единокровного брата, Владимира (1889—1921), впоследствии — учёного-географа, профессора, секретаря Российского сапропелевого комитета, который был расстрелян по обвинению в заговоре против большевиков (1921), и двух сестёр — Надежду (1871—1942) и Зинаиду (1884—1946).

## Биография
Николай Таганцев окончил Санкт-Петербургскую 3-ю гимназию (1891) и юридический факультет Санкт-Петербургского университета со степенью кандидата прав (1895).
По окончании университета начал службу в Министерстве юстиции кандидатом на судебные должности при Московской судебной палате. Состоял товарищем прокурора Тверского, а затем Санкт-Петербургского окружного суда. В 1906 году был назначен товарищем председателя Санкт-Петербургского окружного суда. 11 марта 1917 года указом Временного правительства назначен старшим председателем Петроградской судебной палаты]], а 9 мая — сенатором Уголовного кассационного департамента Сената. Председательствовал в суде по делу бывшего военного министра В. А. Сухомлинова.
Расследовал убийство фабриканта Ю. П. Гужона в Ялте. Князь В. А. Оболенский в мемуарах писал: «Следствием руководил известный судебный деятель Н. Н. Таганцев. Несмотря на целый ряд чинившихся ему препятствий, ему удалось наконец установить личности виновников убийства — офицеров Добровольческой армии. Однако дело это сознательно затягивалось, ибо Гужон был французским гражданином и обнаружение факта убийства его офицерами могло неблагоприятно повлиять на отношения французского правительства и Добровольческой армии».

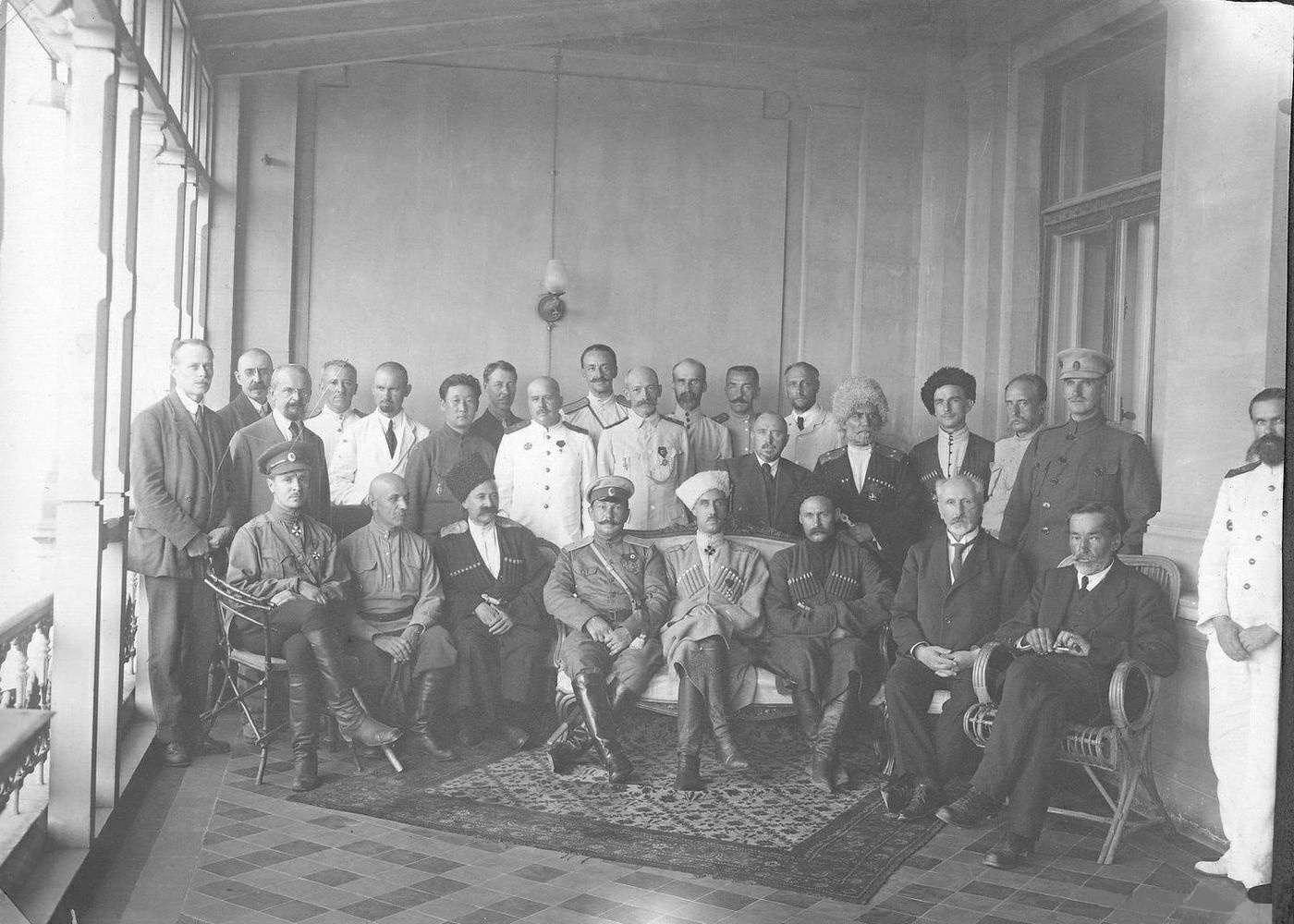
Крым, Севастополь, 1920.
Сидят (слева направо): 1 — начальник штаба генерал-майор П. Н. Шатилов; 2 — Астраханский атаман Н. В. Ляхов; 3 — Терский атаман генерал-лейтенант Г. А. Вдовенко; 4 — Донской атаман генерал-лейтенант А. П. Богаевский; 5 — Главнокомандующий Русской армией генерал П. Н. Врангель; 6 — заместитель Кубанского атамана инженер В. Н. Иванис; 7 — помощник Главнокомандующего, глава Правительства А. В. Кривошеин; 8 — и. об. Председателя Донского правительства М. В. Корженевский.
Стоят (слева направо): 1 — вр. и. д. управляющего делами совета при Главнокомандующем А. Г. Сергеенко-Богокутский; 2 — начальник политической канцелярии Управления иностранных сношений Б. А. Татищев; 3 — вp. и. д. начальника Управления иностранных сношений князь Г. Н. Трубецкой; 4 — ?; 5 — ?; 6 — председатель Астраханского правительства Санджи-Баянов; 7 — ?; 8 — заместитель начальника Морского управления контр-адмирал C. B. Евдокимов; 9 — вp. и. д. начальника Военного управления генерал-майор В. П. Никольский; 10 — и. д. начальника Управления финансов Б. В. Матусевич; 11 — начальник Управления юстиции сенатор Н. Н. Таганцев; 12 — и. д. начальника Гражданского управления С. Д. Тверской; 13 — начальник управления торговли и промышленности B. C. Налбандов; 14 — государственный контролёр Н. В. Савич; 15 — заместитель председателя Кубанского правительства генерал-майор И. А. Захаров; 16 — председатель Терского правительства Букановский; 17 — начальник Управления земледелия и землеустройства сенатор Г. В. Глинка; 18 — начальник Управления снабжений генерал-лейтенант П. Э. Вильчевский; 19 — начальник штаба Черноморского флота контр-адмирал В. В. Николя.

В Гражданскую войну участвовал в Белом движении, был министром юстиции в правительстве Юга России.  Участник Крымской эвакуации.
В эмиграции во Франции, с 1923 года жил в Париже. Принимал участие в работе Объединения русских адвокатов во Франции. В 1926 году был делегатом Российского зарубежного съезда в Париже. В 1930-е годы был председателем правления Союза бывших деятелей русского судебного ведомства, на его собраниях выступал с воспоминаниями о своей судебной деятельности. Был генеральным секретарем Русского эмигрантского комитета во Франции (с 1933) и Русского комитета объединенных организаций (с 1936), входил в правление Русского комитета (1939). Кроме того, состоял членом приходского совета Александро-Невского собора в Париже, членом попечительского совета кладбища Сент-Женевьев-де-Буа, а также членом Епархиального совета Русской православной церкви заграницей (с 1941).
Скончался в 1946 году в Париже. Похоронен на кладбище Сент-Женевьев-де-Буа.

## Семья и потомки
С 1907 года Н. Н. Таганцев был женат на бракоразведённой Марии Александровне Дукельской, урождённой Фридрих (1879 — после 1914). В этом союзе родился сын Андрей (1914—?). Также Таганцев удочерил Ирину (1899 — после 1914) — дочь жены от её первого брака.

## Примечание
1. ↑  Оболенский В. Моя жизнь. Мои современники. — Париж: YMCA-PRESS, 1988. — 754 c. (Всероссийская мемуарная библиотека)